# 新岛真
新岛真，其怪盗代号为「Queen」，是女神異聞錄系列中的虚构角色，在《女神异闻录5》中首次亮相。她是秀尽学园高校的学生会长同时也过着怪盗的双重生活。

## 概念与设计
新岛真首次出现在《女神异闻录 5》中，角色设计由副岛成记担任。 《女神异闻录 5》的导演桥野桂形容她为“在社会中已经没有归属感”的“青少年学者”，并补充说游戏的事件给了她一种归属感。他讨论了她作为怪盗的角色如何反映她摆脱社会期望的方式。  她的“人格面具”约翰娜和阿娜特以教皇琼和同名神闪米特为原型。 她在原版日语音频中由佐藤利奈配音，在英语本地化版本中由谢拉米·李配音。 李认为新岛真的故事是她处理道德和伦理上的灰色地带，特别是她对主角的感受。她形容自己的角色是“非传统的”。 

## 登场
她在《女神异闻录 5》中的角色开始于她被委派调查怪盗团的线索，怪盗团是一群人进入改变罪犯内心称之为“异世界（Metaverse）”的地方。她被威胁如果不能获得大学推荐信就必须接受这个任务。最终，新岛真开始跟踪Joker、坂本龙司、高卷杏和喜多川祐介，由于杏和龙司未能巧妙地讨论他们的行动，最终发现他们作为怪盗团的真实身份。她保密怪盗团的身份，作为条件，他们必须改变一个身份不明的黑手党老大的内心。新岛真暗地里对怪盗团抱有很高的敬意，这让担任调查怪盗团的检察官姐姐新岛冴非常懊恼。被姐姐和怪盗团称为累赘的她，决定利用自己作为诱饵来查明黑帮老大的身份，结果却让她和其他人被勒索300万日元，还冒着面临被迫卖淫的风险。怪盗团原谅她的错误，并意识到她已经成为黑帮老大的“客户”之一，怪盗团允许她与他们一起进入“异世界”，黑帮老大的宫殿，是一个人内心的体现，她因黑帮老大的厌恶和冷漠的贪婪而愤怒，觉醒她的“人格面具”约翰娜，并加入了怪盗团。他们打败黑帮老大并改变他的内心，之后接到电话说勒索已经结束。她向校长报告说她没有发现怪盗团是学生的证据，并表示对推荐信不感兴趣。
她与怪盗团建立起联系，包括之前不喜欢她并错误指责她对一个虐待教师视而不见的杏。她以她的战术技能和通过在她姐姐的笔记本电脑中安装间谍软件来获得调查信息帮助怪盗团。她建议联系名叫明智吾郎的侦探以获取信息，但发现他知道怪盗团的身份并勒索他们窃取她姐姐的内心。新岛真透露她知道姐姐有一个殿堂，并希望能改变姐姐的想法。但想通过其他方式改变她的心。在探索姐姐的宫殿时，新岛真发现她姐姐认为审判是一场不惜一切手段获胜的游戏，并在与姐姐的暗影战斗中崩溃。在击败她后，新岛真能够说服姐姐改变自己的方式。新岛真等人后来发现“异世界”的真实本质和明智吾郎的真实身份是黑面具，在经历磨难后，终于成功打败“异世界”的主人。 
她出现在《梦幻之星在线2》中作为一种服装，同时也在《任天堂明星大亂鬥 特別版》中作为“回忆之地”场景中的背景角色，该场景是与Joker的DLC包一起发布的。

### 文化产品
2018年CCG博览会上宣布新岛真的Figma手办和Nendoroid手办，随后也展示了Figma手办原型。2017年Wonder Festival上公布Amakuni手办的原型，该手办展示了新岛真骑着她的“人格面具”约翰娜的场景。 

## 评价
新岛真受到普遍好评，被认为是粉丝的最爱。她是继主角之后第二受粉丝欢迎的《女神异闻录5》角色。Game Informer的金伯利·华莱士认为她是她最喜欢的《女神异闻录 5》角色之一，也是她在整个系列中最喜欢的角色之一。她认为新岛真的职业道德和坚定信念是她喜欢新岛真的原因之一。Paste杂志的Holly Green认为她是2017年最佳电子游戏新角色之一，理由是她“时尚”的角色设计。  RPGFan称她为2017年他们最喜欢的配角，赞扬她如何平衡她作为“骑摩托车的硬汉”和“认真的学生会主席”的角色。 RPGFan 的读者群也有相似的感觉，认为她是“遥不可及”的最爱。  影音俱樂部的Clayton Purdom将她列为他在《女神异闻录 5》中的第二喜欢的角色，将她“内心的愤怒爆发”是游戏中最好的时刻和最“有趣的角色时刻”。 动漫新闻网的史蒂夫·琼斯对这个场景也有类似的感受；他指出场景——描述一个“被期望成为模范学生“的人，——是一个典型的场景，但也被很好地呈现出来了。 
Siliconera 、Gamasutra、Destructoid、RPGamer和GameSpot等多家网站的作者认为她是《女神异闻录 5》中最好的女性角色。      Siliconera 的珍妮讨论了她的多面性，认为她是一个“实际的角色”。  Kotaku的阿曼达·杨 (Amanda Yeo)表示她一开始不喜欢新岛真的原因，因为她的冷漠态度和一开始对主角们的敌对态度，但渐渐地喜欢上了新岛真，因为新岛真认识到自己的缺点并努力改进。她认为她与另一位主角坂本龙司形成鲜明对比，因为他脾气急躁、性格火爆，觉得他的粉丝会不喜欢她，但事实上却事与愿违。 